# Criva
Criva, pseudoniem van Chris Van Brussel (Sint-Niklaas), is een Vlaams striptekenaar, vooral bekend om zijn reeks Jorikus Magnus.

## Biografie
Van Brussel werd in Sint-Niklaas geboren waar hij ook opgroeide. Hij studeerde van 1994 tot 1998 architectuur aan het Sint-Lucas in Gent. Sinds 1999 woont en werkt hij als architect in Tongeren.
Criva is vooral bekend voor het drieluik Jorikus Magnus, op scenario van Verhast (pseudoniem van Stijn Verhaeghe).
In mei 2019 verscheen de one-shot ‘Kaspar Hauser: in het oog van de storm'. Voor dit album van Bart Proost op scenario van Verhast, verzorgde Criva de inkleuring.

## Trivia
Van Brussel ontwierp in 2022 de vlag voor de zevenjaarlijkse kroningsfeesten in Tongeren.
- Gemeinsame Normdatei: 1230439714
- International Standard Name Identifier: 0000 0003 9345 5372
- Nederlandse Thesaurus van Auteursnamen: 338673423
- Virtual International Authority File: 287704882
- WorldCat: E39PCjtdGKRQR7JfPmJWFXmxtC